# Георги Згурев
Георги Згурев е български политик от Народната партия.

## Биография
Роден е на 13 октомври 1857 г. в Болград, Бесарабия. През 1883 г. завършва право в Императорския Новорусийски университет в Одеса. В периода 1884 – 1893 г. последователно учителства в Разград, работи като съдия в Русе и като адвокат в София. Между 1892 и 1897 г. е преподавател във Висшето училище. Заедно с Петър Данчов и Антон Каблешков Згурев е редактор на „Юридическо списание“.
В периода 1897 – 1899 е министър на правосъдието. Бил е и подпредседател на петнадесетото обикновено народно събрание. Пред 1921 година става председател на УС на Адвокатския съюз.
Умира на 27 май 1941 година в София.